# 誰かこの状況を説明してください!
『誰かこの状況を説明してください！』（だれかこのじょうきょうをせつめいしてください）は、徒然花による日本のライトノベル。イラストは萩原凛が担当している。 2013年1月から『小説家になろう』にて『誰かこの状況を説明してください』（書籍化と違い末尾に「！」は付かない）のタイトルで連載され、同年9月から書籍版がアリアンローズ（フロンティアワークス）より『誰かこの状況を説明してください！ 〜契約から始まるウェディング〜』のタイトルで刊行されている。第7巻より『誰かこの状況を説明してください！ 〜契約から始まったふたりのその後〜』に改題されている。2024年1月時点で電子版を含めたシリーズ累計部数は450万部を突破している。
2016年7月27日から31日まで大塚・萬劇場にて株式会社1107により舞台公演が行われた。『Renta!』にて木野咲カズラによるコミカライズ版が2017年11月30日から連載されている。

## あらすじ
借金を抱える伯爵家令嬢のヴィオラ・マンジェリカ・ユーフォルビアは美形でエリートな名門公爵家当主のサーシス・ティネンシス・フィサリスから借金の肩代わりをする条件として求婚を申し込まれる。サーシスはヴィオラに対し「飾りの妻を欲している」と言い放ち、借金の肩代わり以外にも跡継ぎは不要であったり、衣食住の完全保障、愛人を作ってもいいなど、様々な条件を提示する。ヴィオラは明らかに不釣り合いな条件に困惑するも、借金の完済と今後の生活のためにサーシスからの求婚を受け入れることとなる。

## 登場人物
声の項はドラマCD版の担当声優。
ヴィオラ・マンジェリカ・ユーフォルビア
声 - 七瀬亜深
フルール王国のユーフォルビア伯爵家の長女。弟と妹がいる。実家の借金の肩代わりしてもらう条件でサーシスからの契約結婚に応じる。
ドラマCDでヴィオラ役を務めた七瀬亜深は、何があっても「何とかなる」という前向きなところを大切にして演じていると語る。
サーシス・ティネンシス・フィサリス
声 - 前野智昭
フルール王国の公爵家の青年当主。身分違いの愛人・カレンデュラとの生活を守るためにヴィオラに契約結婚を申し込む。美形でエリートだが子供っぽい性格をしている。
カレンデュラ
サーシスの愛人。元々は踊り子であり、勝気な性格をしている。
ロータス
声 - 白井悠介
執事長。普段は穏やかだが怒らせると怖い。
べリス
声 - 津田健次郎
庭師。強面だが根は優しい。
カルタム
声 - 岸尾だいすけ
料理長。腕は良いが、見た目はちょい悪オヤジ的な人、ダリアの夫。
ダリア
声 - 川上千尋
侍女長。カルタムの妻。
ステラリア
声 - 佐土原かおり
ヴィオラ付き侍女。カルタムとダリアの娘。

## 評価
『アニメイトタイムズ』は契約結婚により夫となったサーシスよりも、自身のやりたいことを優先するヴィオラの姿に共感する女性も多いのではないだろうかとコメントしている。

## 既刊一覧

### 小説
- 徒然花（著）・萩原凛（イラスト）、フロンティアワークス〈アリアンローズ〉、既刊9巻（2019年8月10日現在）
  - 『誰かこの状況を説明してください！ 〜契約から始まるウェディング〜』2013年9月20日第一刷発行（9月12日発売[12]）、ISBN 978-4-86134-657-6
  - 『誰かこの状況を説明してください！ 〜契約から始まるウェディング〜 2』2014年4月20日第一刷発行（4月12日発売[11]）、ISBN 978-4-86134-687-3
  - 『誰かこの状況を説明してください！ 〜契約から始まるウェディング〜 3』2014年9月20日第一刷発行（9月12日発売[16]）、ISBN 978-4-86134-731-3
  - 『誰かこの状況を説明してください！ 〜契約から始まるウェディング〜 4』2015年4月20日第一刷発行（4月11日発売[14]）、ISBN 978-4-86134-778-8
  - 『誰かこの状況を説明してください！ 〜契約から始まるウェディング〜 5』2015年10月20日第一刷発行（10月10日発売[17]）、ISBN 978-4-86134-829-7
  - 『誰かこの状況を説明してください！ 〜契約から始まるウェディング〜 6』2016年6月20日第一刷発行（6月11日発売[18]）、ISBN 978-4-86134-887-7
  - 『誰かこの状況を説明してください！ 〜契約から始まったふたりのその後〜 7』2017年1月20日第一刷発行（1月12日発売[19]）、ISBN 978-4-86134-956-0
  - 『誰かこの状況を説明してください！ 〜契約から始まったふたりのその後〜 8』2017年10月20日第一刷発行（10月12日発売[13]）、ISBN 978-4-86657-052-5
  - 『誰かこの状況を説明してください！ 〜契約から始まったふたりのその後〜 9』2019年8月20日第一刷発行（8月10日発売[20]）、ISBN 978-4-86657-272-7

### 漫画
- 徒然花（原作）・萩原凛（キャラクター原案）・木野咲カズラ（作画） 『誰かこの状況を説明してください！ 〜契約から始まるウェディング〜』 フロンティアワークス〈アリアンローズコミックス〉、既刊10巻（2024年12月12日現在）
  1. 2018年6月20日初版発行（6月12日発売[21]）、ISBN 978-4-86657-140-9
  2. 2019年3月20日初版発行（3月12日発売[22]）、ISBN 978-4-86657-231-4
  3. 2019年12月20日初版発行（12月12日発売[23]）、ISBN 978-4-86657-309-0
  4. 2020年9月20日初版発行（9月12日発売[24]）、ISBN 978-4-86657-362-5
  5. 2021年4月20日初版発行（4月12日発売[25]）、ISBN 978-4-86657-438-7
  6. 2021年12月20日初版発行（12月10日発売[26]）、ISBN 978-4-86657-505-6
  7. 2022年9月20日初版発行（9月12日発売[27]）、ISBN 978-4-86657-585-8
  8. 2023年5月20日初版発行（5月12日発売[28]）、ISBN 978-4-86657-662-6
  9. 2024年1月20日初版発行（1月12日発売[29]）、ISBN 978-4-86657-729-6
  10. 2024年12月20日初版発行（12月12日発売[30]）、ISBN 978-4-86657-805-7

### ドラマCDブックレット
- 『誰かこの状況を説明してください！ 〜契約から始まったふたりのその後〜』 フロンティアワークス〈OtomoBooks〉、2018年6月12日発売[31]、ISBN 978-4-86657-138-6

## 舞台
2016年7月27日から31日まで本作の舞台版『誰かこの状況を説明してください！〜契約から始まるウェディング〜』が大塚・萬劇場にて開催された。

### スタッフ
- 原作 - 「誰かこの状況を説明してください！〜契約から始まるウエディング〜」（徒然花・萩原 凛／フロンティアワークス）[6]
- 主催 - フロンティアワークス[6]
- 制作 - （株）1107[6]

### キャスト
- ヴィオラ - 小野瀬みらい[6]
- サーシス - 上杉輝[6]
- ベリス - 成松慶彦[6]
- ロータス - 泰勇気[6]
- カルタム - 岩崎良祐[6]
- カレンデュラ - 長谷川唯[6]
- ミモザ - 宮路由佳[6]
- ダリア - 美乃るり[6]
- ドロセラ - あだちあさみ[6]
- アンサンブル - 酒井昂迪[6]、13[6]、青島彩[6]、谷川美奈[6]、高村琴乃[6]